# Robert Newton Adams
Robert Newton Adams (né le 15 septembre 1835 dans le comté de Fayette, en Ohio, et décédé le 25 mars 1914 à Saint Paul, au Minnesota) est un brigadier-général de l'Union, médecin et politicien. Il est enterré à Hastings (Minnesota)

## Guerre de Sécession
Robert Newton Adams s'engage en tant que simple soldat quelques jours après le bombardement du fort Sumter dans le 20th Ohio Volunteer Infantry, pour une durée de trois mois, durant laquelle il effectue une mission de garde en Virginie.
Après avoir été libéré, il se réengage en tant que capitaine dans le 81st Ohio Volunteer Infantry Regiment en août 1861. En décembre de la même année, il est promu lieutenant-colonel. Il participe aux batailles de Shiloh et de Corinth, aux opérations dans le nord de l'Alabama et à la campagne d'Atlanta en 1864.
Il est nommé brigadier-général le 13 mars 1865.